# .su
Pour les articles homonymes, voir SU.
.su (sigle de l'anglais Soviet Union) était le domaine de premier niveau national assigné à l'Union des républiques socialistes soviétiques. Le domaine est aujourd'hui, en partie, utilisé par les cybercriminels.
Alors que des domaines nationaux tels que .pl pour la Pologne ou .yu pour la Yougoslavie comportaient deux lettres, celui défini pour l'Union soviétique était .ussr. L'extension .su a été inventée par un étudiant nommé Petri Ojala et la délégation a été accordée le 19 septembre 1990.
Bien que l'URSS ait été dissoute le 26 décembre 1991, le domaine est encore utilisé par de nombreuses organisations et entreprises. Il est administré par le RIPN (Russian Institute for Public Networks), soit l'Institut scientifique russe pour le développement des réseaux publics (en russe : Российский научно-исследовательский институт развития общественных сетей (РосНИИРОС)).
En 2001, les administrateurs du domaine ont déclaré qu'ils allaient à nouveau accepter les enregistrements de noms de domaines en .su. L'ICANN a de son côté exprimé son souhait de fermer le domaine et l'IANA déclare que le domaine est en cours d'abandon, mais des lobbyistes tels qu'Andreï Komarov ou Alexeï Platonov ont affirmé en septembre 2007 avoir entamé des négociations avec l'ICANN pour le maintenir.
Une baisse importante dans les coûts d'enregistrement ont permis de faire passer le nombre de sites avec cette extension de 11 000 en 2006 à 45 000 en 2008.
En 2014, 118 000 sites utilisent encore le nom de domaine. Les nouveaux enregistrements sont toujours permis en 2025,.